# Masarykův slovník naučný

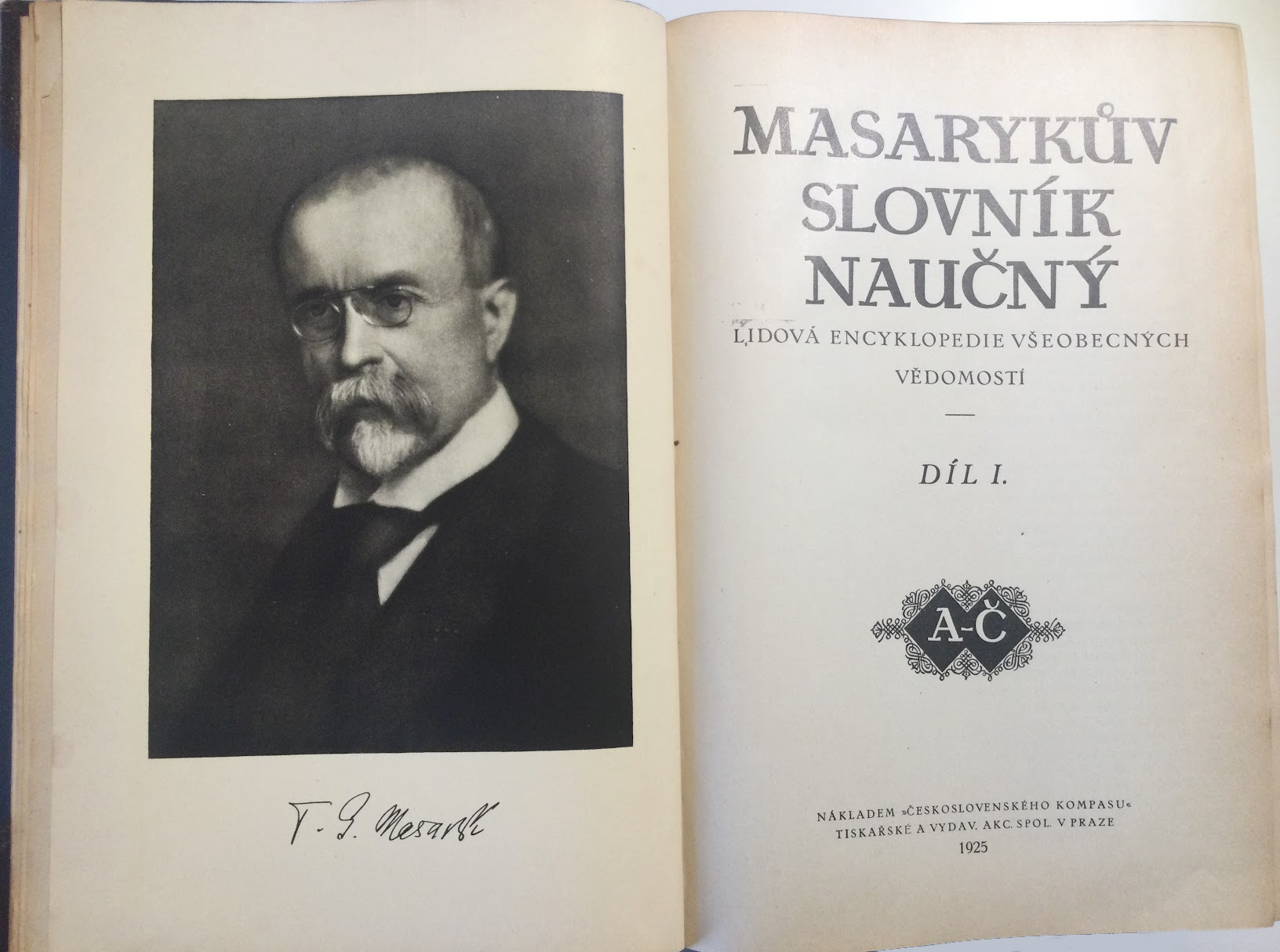
Úvodní dvoustrana prvního svazku slovníku. Masarykův podpis je vtištěný ve všech kopiích.

Masarykův slovník naučný: Lidová encyklopedie všeobecných vědomostí je česká obecná encyklopedie vydávaná nakladatelstvím Československý Kompas mezi lety 1925–1933, která čítá dohromady sedm svazků, bez dodatkového svazku, celkový počet hesel se odhaduje okolo 100 000 na 7762 stranách. Obsahuje černobílé ilustrace a fotografie a barevné skládací mapy. Hlavním redaktorem byl zprvu Emanuel Rádl, po něm převzal tuto funkci Zdeněk V. Tobolka. Encyklopedie má v názvu jméno myslitele a prvorepublikového prezidenta T. G. Masaryka a i ideologicky byla snaha o vedení díla v duchu Masarykova světonázoru, čemuž odpovídala i první osoba hlavního redaktora, masarykovce Rádla, ovšem tento záměr se zdařil jen zčásti. Způsob, jakým se to nezdařilo, je například silný pragocentrismus, jen jednotky procent autorů jsou mimopražští. Sám Masaryk sice dílo schvaloval, nepřispěl do něj ale žádným textem. Na rozdíl od mnoha soudobých slovníků (Ottův slovník naučný, B. Kočího Malý slovník naučný) nevycházel po sešitech, ale jen knižně.
Práci domácí redakce vedl Karel Franzl. Přispělo do něj 754 autorů, mezi nimi například Jindřich Honzl, Elmar Klos, Karel Teige, Vítězslav Nezval. Na díle se také jako přispěvatel podílel budoucí hlavní redaktor Příručního slovníku naučného, další podstatné československé encyklopedie Vladimír Procházka.

## Díly
- Díl I. A–Č. Vydán 1925, 1166 stran.
- Díl II. D–G. Vydán 1926, 1098 stran.
- Díl III. H–Kn. Vydán 1927, 1040 stran.
- Díl IV. Ko–M. Vydán 1929, 1109 stran.
- Díl V. N–Q. Vydán 1931, 1127 stran.
- Díl VI. R–S. Vydán 1932, 1132 stran.
- Díl VII. Š–Ž. Vydán 1933, 1089 stran.